# Trautonium

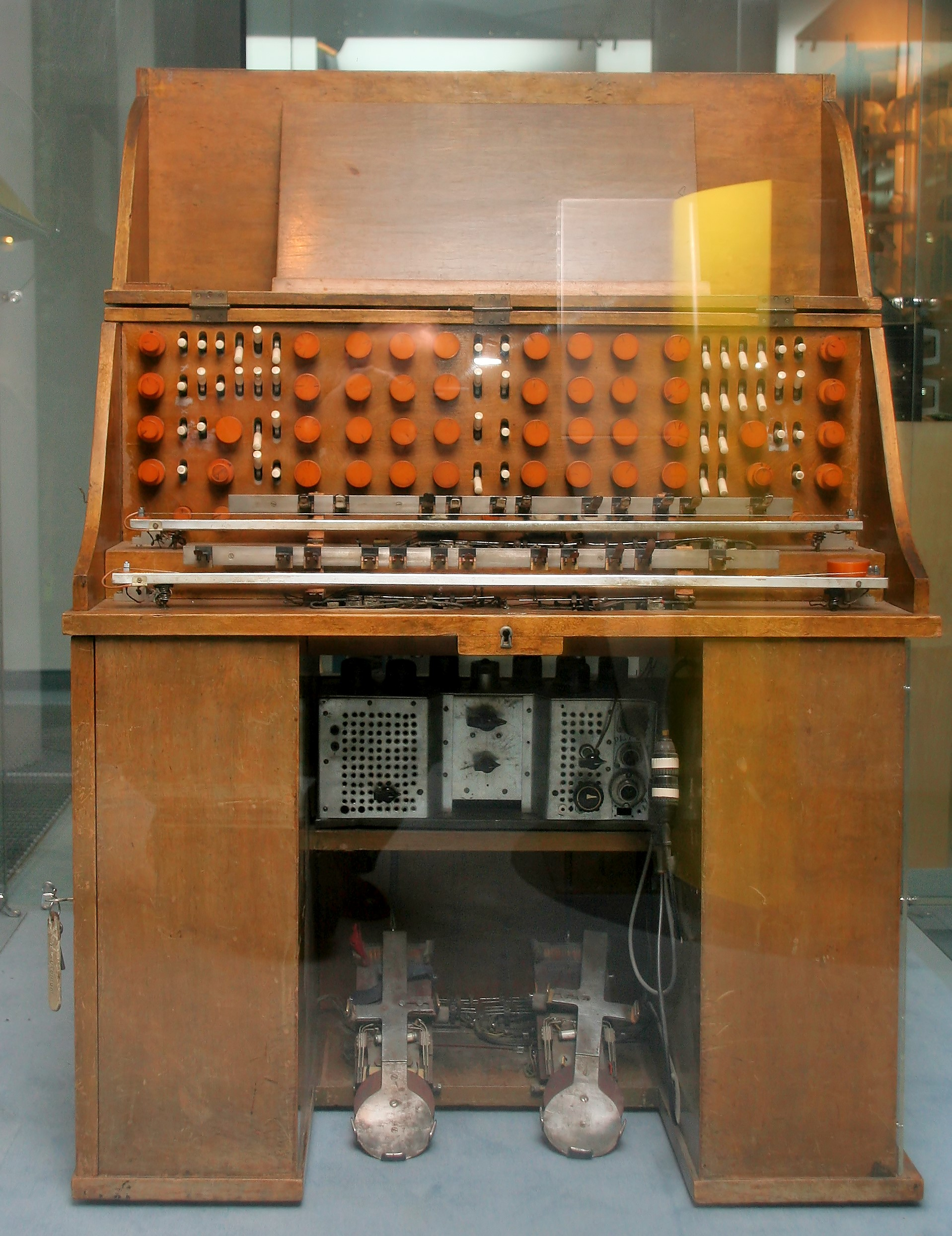
Mixture Trautonium w Deutsches Museum w Bonn

Trautonium – instrument muzyczny z grupy elektrofonów elektronicznych skonstruowany w 1930 roku przez niemieckiego inżyniera Friedricha Trautweina we współpracy z kompozytorem Oskarem Salą. Jak większość instrumentów ówczesnej doby, opierał się on technice lampowych oscylatorów RLC. Także podobnie jak jemu współczesny Hellertion zamiast klawiatury posiadał pasek (lub paski w polifonicznej wersji) czuły na dotyk, spełniający rolę opornika o zmiennej oporności. W późniejszych modelach dołączono także listwę z metalowymi suwakami, którymi można była oznaczać wybrane tony i używać ich jako rodzaju klawiszy. Pozwalało to uzyskać dokładny mikrotonowy strój instrumentu. Domowa wersja instrumentu była wytwarzana przez firmę Telefunken.
Trautonium posiadał zakres trzech oktaw, wybieranych przełącznikiem z szerszego zakresu.
Mimo wyraźnych podobieństw do innych instrumentów wcześniej i współcześnie wytwarzanych Trautonium posiadał pewne cechy wyróżniające je spośród innych. Była to możliwość bardziej swobodnego kształtowania dźwięku. Instrument posiadał dodatkowe oscylatory, kontrolowane szeregiem przełączników i pokręteł, wzbogacające brzmienie o dodatkowe składowe harmoniczne oraz szereg filtrów dodatkowo kształtujących falę. Brzmienie Trautonium dzięki temu było dużo bogatsze od wszelkich innych instrumentów tamtych czasów tak, że może być uznane za prekursora współczesnych syntezatorów.
W późniejszych latach powstały zmodyfikowane wersje instrumentów:
- Mixture Trautonium – oparte na technologii półprzewodnikowej oraz z tak dobraną charakterystyką opornik, że była ona liniowa, a nie wykładnicza jak w innych modelach.
- Radio Trautonium – wersja bez wzmacniacza, przeznaczona do bezpośrednich transmisji radiowych
- Trautonium koncertowe – ze wzmacniaczem o większej mocy i rozwiniętym zestawem głośników.

Instrument ten znalazł zastosowanie w praktyce muzycznej. Powstało pewna liczba kompozycji specjalnie na ten instrument. Między innymi Paul Hindemith skomponował utwór Concertino na trautonium i orkiestrę smyczkową. Instrument w pracy kompozytorskiej i scenicznej używali także Julis Wiesmann oraz Oskar Sala.